# Auguste Defrance
Auguste Defrance, né le 7 juillet 1901 au Portel (Pas-de-Calais) et mort le 20 octobre 1988 à Boulogne-sur-Mer, est un homme politique français.

## Biographie
De profession caviste, Auguste prend sa carte au Parti Communiste Français en 1925 à l'occasion des événements de la guerre du Maroc. Secrétaire du Secours Rouge International, il s'occupe du syndicat C.G.T.U. avec un responsable des docks (Charles Tillon).
1928 est arrêté à la suite d'une manifestation contre la guerre et le fascisme. Devient ensuite responsable du Parti.
1932 licencié à la suite d'une action de grève contre licenciement d'un ouvrier. De 1932 à 1934 chômeur, organise un comité de défense.
1934 ouvrier de marée, organise avec le Parti la lutte contre le fascisme et les organisations croix de feu. Grâce à l'activité des communistes de Boulogne-sur-mer, de multiples manifestations ont lieu.
1936 responsable de l'Union Locale CGT. Participe à toutes les revendications des travailleurs, organise occupations d'usines, de magasins et de la flotte de Boulogne. Il reprend le mot d'ordre de Maurice Thorez « Il faut savoir terminer une grève dès que satisfaction a été obtenue » après les discussions avec le patronat boulonnais.
1936 à 1939 toujours chômeur.
2 septembre 1939 mobilisé.
21 juin 1940 prisonnier à Guingamp. S'évade le 9 septembre 1940. Rejoint Paris le 10 octobre. Prend contact avec le Parti et entre dans la clandestinité. Pendant 4 ans jusqu'à la libération de Paris il assumera de nombreuses responsabilités dans l'organisation des F.T.P.F. dont il devient colonel (médaille de la Résistance). À la suite de la libération de Paris, le Parti lui demande de rentrer à Boulogne pour travailler à la reconstruction du Parti et des organisations syndicales. Membre du comité de libération Boulonnais. Il fait partie de la première délégation municipale dont Monsieur Canu (Radical Socialiste) était maire. Aux élections qui suivent il est élu et devient premier adjoint au maire dans la municipalité que dirige Henri Henneguelle (SFIO).

## Détail des fonctions et des mandats
Mandat parlementaire
- 8 décembre 1946 - 7 novembre 1948 : Sénateur du Pas-de-Calais
- 1956-1958 : député du Pas-de-Calais